# غار حاج بهرامی ۱
اشکفت حاج بهرامی ۱ مربوط به دوران پارینه‌سنگی جدید - دوران فرادیرینه‌سنگی است و در شهرستان پاسارگاد، بخش هخامنش، دهستان مادرسلیمان، روستای مبارک آّباد، تنگ بلاغی، روبه بروی سد سیوند واقع شده و این اثر در تاریخ ۱۸ شهریور ۱۳۸۷ با شمارهٔ ثبت ۲۳۳۷۸ به‌عنوان یکی از آثار ملی ایران به ثبت رسیده است.